# Lingue polinesiane
Le lingue polinesiane sono una famiglia di lingue oceaniche parlate nella regione della Polinesia ma anche nella Polinesia periferica. Fanno parte delle lingue del Pacifico centrale.

## Classificazione
Le lingue polinesiane, derivate dal protopolinesiano, e parenti della famiglia detta Central Pacific che comprende anche le lingue delle Figi e di Rotuma, sono generalmente classificate come parte delle lingue austronesiane, appartenenti al ramo oceanico di questa grande famiglia, nato dal protooceanico.
Secondo The Lexicon of Proto Oceanic di Malcolm Ross e Andrew Pawley, che si basa sulla classifica di Jeffrey Marck (1999), le lingue polinesiane si suddividono così (codici ISO 639-3):
- Tongic:
  - Lingua niueana [niu]
  - Lingua tongana  [ton]
- Nuclear Polynesian:
  - Anutan ([aud])
  - East Uvean (lingua wallisiana [wls])
  - East Futunan (lingua futuniana orientale [fud])
  - Pukapukan ([pkp])
  - Rennellese ([mnv])
  - Tikopia ([tkp])
  - West Uvean (lingua fagauvea [uve])
  - West Futunan (=Futuna-Aniwa) [fut]
  - Ifira-Mele (=Mele-Fila) [mxe]
    - Samoan-Ellicean-Eastern Polynesian:
      - Lingua samoana  [smo]
      - Ellicean-Eastern Polynesian:
        - Ellicean:
          - Kapingamarangi (lingua kapingamarangi [kpg])
          - Langiuia (Ontong Java [ojv])
          - Nanumean (dialetto delle Tuvalu)
          - Nukuoro (lingua nukuoro [nkr])
          - Nukuria (lingua nukuria [nur])
          - Takuu
          - Tokelauan (lingua tokelauana [tkl])
          - Tuvalu (=Ellicean) (lingua tuvaluana  [tvl])

        - Eastern Polynesian:
          - a. Rapa Nui (=isola di Pasqua) (lingua rapanui [rap])
          - b. Central Eastern Polynesian:
            - i. Marquesic:
              - Hawaian (lingua hawaiana [haw])
              - Mangarevan (lingua mangareva [mrv])
              - Marquesan (lingua marchesiana settentrionale [mrq] e marchesiana meridionale [mqm])

            - ii. Tahitic:
              - Manihiki
              - Maori (lingua māori  [mri])
              - Rapa
              - Rarotongan
              - Tahitian (lingua tahitiana [tah])
              - Tongareva (=Penrhyn)
              - Tuamotuan

Secondo l'edizione 2009 di Ethnologue, le lingue polinesiane sarebbero invece 37, classificate come segue:
- Lingue polinesiane nucleari
  - Lingue polinesiane orientali
    - Lingue polinesiane centrali:
      - Lingue marchesiche:
        - Lingua hawaiiana [codice ISO 639-3 haw]
        - Lingua mangareva [mrv]
        - Lingua marchesiana settentrionale [mrq]
        - Lingua marchesiana meridionale [mqm]

      - Lingue tahitiche
        - Lingua australe  [aut]
        - Lingua māori  [mri]
        - Lingua penrhyn  [pnh]
        - Lingua rakahanga-manihiki  [rkh]
        - Lingua rarotongana  [rar]
        - Lingua tahitiana [tah]
        - Lingua tuamotuana  [pmt]

      - Lingua rapa [ray]

    - Lingua rapanui [rap]

  - Lingue samoiche
    - Lingue uveano orientale-niuafo'ou 
      - Lingua niuafo'ou  [num]
      - Lingua wallisiana  [wls]

    - Lingue elliseane 
      - Lingua kapingamarangi  [kpg]
      - Lingua nukumanu  [nuq]
      - Lingua nukuoro  [nkr]
      - Lingua nukuria  [nur]
      - Lingua ontong java  [ojv]
      - Lingua sikaiana  [sky]
      - Lingua takuu  [nho]
      - Lingua tuvaluana  [tvl]

    - Lingue futuniche
      - Lingua anuta  [aud]
      - Lingua emae  [mmw]
      - Lingua futuniana orientale [fud]
      - Lingua futuna-aniwa  [fut]
      - Lingua mele-fila  [mxe]
      - Lingua rennell-bellona  [mnv]
      - Lingua tikopia  [tkp]
      - Lingua uveana occidentale  [uve]
      - Lingua vaeakau-taumako o pileni [piv]

    - Lingua pukapuka  [pkp]
    - Lingua samoana  [smo]
    - Lingua tokelauana  [tkl]
- Lingue tongiche:
  - Lingua niueana [niu]
  - Lingua tongana  [ton]